# Ormányosbogár-szerűek
Az ormányosbogár-szerűek, vagy ormányosalkatúak (Curculionoidea) a  mindenevő bogarak (Polyphaga) Cucujiformia alrendágának egyik öregcsaládja hét recens családdal.

## Rendszerezés
Az öregcsaládba az alábbi családok tartoznak :
- Áleszelényfélék (Nemonychidae)
- Orrosbogárfélék (Anthribidae)
- Belidae
- Oxycorynidae
- Eszelényfélék (Rhynchitidae)
- Levélsodrófélék (Attelabidae )
- Ithyceridae
- Pálcaormányos-félék (Brentidae)
- Eurhynchidae
- Cickányormányos-félék (Apionidae)
- Füzényormányos-félék (Nanophyidae)
- Ragyásormányos-félék (Brachyceridae)
- Dryophthoridae
- Erirhinidae
- Raymondionymidae
- Cryptolaryngidae
- Ormányosbogár-félék (Curculionidae)

Valószínűleg ebbe az öregcsaládba tartozhatott több, már kihalt család is:
- †Eobelidae
- †Eccoptarthridae
- †Obrieniidae
- †Ulyanidae

## Elterjedésük
Magyarországon 1230 fajuk ismert.

## Megjelenésük, felépítésük
Fő ismérvük, hogy megnyúlt fejük hosszabb-rövidebb ormányban végződik. Csápjuk mindig bunkós, egyes csoportoké térdes is. Tapogatóik kevéssé fejlettek. Hártyás szárnyuk erezete Cantharoidea vagy Staphylinoidea típusú, sok faj szárnya elsatnyult vagy teljesen hiányzik. Mindhárom pár lábukon négy lábfejízet számlálhatunk.

## Életmódjuk
A mindenevő bogarak közé tartoznak ugyan, de a legtöbbjük erősen kötődik egyes növényekhez, mivel azokkal táplálkoznak, részben azokban fejlődnek. Ezért biodiverzitásuk erősen függ a növényzet biodiverzitásától: ha a terület növényzete fajgazdag, akkor ott várhatóan az ormányosbogár-szerűeknek is több faja él.
Többségében apod, kukac típusú lárváik a legkülönbözőbb növényi részekben vagy a talajban fejlődnek.